# فيليب فان باريجس
فيليب فان باريجس ( 
نطق فرنسي: [filip vɑ̃ paʁɛjs]
؛ من مواليد 1951) هو فيلسوف سياسي واقتصادي سياسي بلجيكي، اشتهر لكونه المؤيد والمدافع الرئيسي عن مفهوم الراتب الأساسي  ولقيامه بأول معالجة منهجية للعدالة اللغوية. 

## النشأة وتعليمه
ولد فيليب فان باريز في 23 مايو 1951، ودرس الفلسفة والقانون والاقتصاد السياسي وعلم الاجتماع اللسانيات في جامعة سانت لويس - بروكسل في بروكسل، في جامعة لوفان الكاثوليكية في لوفان - لا - نوف، في جامعة لوفان الكاثوليكية (KU Leuven) في لوفين ، في أكسفورد ، جامعة بيليفيلد، جامعة كاليفورنيا ( بيركلي ). يحمل دكتوراه في العلوم الاجتماعية (لوفان، 1977) وفي الفلسفة (أكسفورد، 1980). 

## مهنته
يشغل منصب أستاذ بكلية العلوم الاقتصادية والاجتماعية والسياسية التابعة لجامعة لوفان الكاثوليكية (UCLouvain) ، حيث يدير كرسي هوفر للأخلاقيات الاقتصادية والاجتماعية منذ إنشائه في عام 1991. كان أستاذًا زائرًا في قسم الفلسفة بجامعة هارفارد في الفترة من 2004 إلى 2011، ويشغل منصب أستاذ زائر في المعهد العالي للفلسفة في جامعة لوفن الكاثوليكية منذ عام 006 ، وهو زميل باحث كبير في كلية نوفيلد في أكسفورد منذ 2011.
شغل فان باريجس أيضًا منصب أستاذ زائر في جامعات أمستردام، ومانشستر وسيينا وكيبيك ( مونتريال ) وويسكونسن ( ماديسون ) وماين (أورونو) وإيكس-مرسيليا والمعهد الجامعي الأوروبي ( فلورنسا ) ، الأكاديمية الروسية للعلوم ( موسكو) ، الجامعة الفيدرالية في ريو دي جانيرو، الأكاديمية الصينية للعلوم الاجتماعية (بكين) ، الكليات الكاثوليكية في كينشاسا (الكونغو) ، كلية أول سولز (أكسفورد) ، جامعة ييل ، جامعة العلوم (باريس) ، الجامعة الكاثوليكية أوروغواي، الجامعة المستقلة في برشلونة والمدرسة العليا العليا (باريس).
وهو أحد مؤسسي شبكة الدخل الأساسي الأوروبية (BIEN) ، التي أصبحت في عام 2004 شبكة الدخل الأساسي في الأرض، ويرأس مجلسها الدولي.  ينسق المنتدى الأخلاقي لمؤسسة الجامعة . كما ينسق مجموعة بافيا مع كريس ديشوير، ومع بول دي غراوي، مبادرة ري بيل . وهو عضو في الأكاديمية الملكية للعلوم في بلجيكا، والحروف والفنون الجميلة، والمعهد الدولي للفلسفة، والأكاديمية الأوروبية للعلوم والفنون وزميل الأكاديمية البريطانية . في عام 2001 ، حصل على جائزة Francqui ، وهي الجائزة العلمية الأكثر سخاء في بلجيكا.

## عمل

### الراتب الأساسي
في الحرية الحقيقية للجميع: ما (إن وجد) يمكن أن يبرر الرأسمالية؟  (1995) يجادل لصالح العدالة وجدوى الدخل الأساسي لكل مواطن. يجزم فان باريجس أنه يشجع على تحقيق حرية حقيقية في الاختيار. على سبيل المثال، يزعم أنه لا يمكن للمرء أن يختار البقاء في المنزل لتربية الأطفال أو بدء عمل تجاري إذا لم يكن بإمكان المرء تحمل تكاليف قراره. بحسب اقتراح فان باريجس، يمكن تحقيق مثل هذه الحرية من خلال فرض الضرائب على فرص العمل الاجتماعية الشحيحة والقليلة القيمة، كشكل من أشكال إعادة توزيع الدخل.

### العدالة اللغوية
جزء آخر من عمل فان باريجز يتعلق بالعدالة اللغوية. من أجل معالجة الظلم الناشئ عن الامتياز الذي تتمتع به اللغة الإنجليزية باعتبارها لغة عالمية مشتركة ،  يناقش مجموعة واسعة من التدابير مثل ضريبة اللغة  التي ستدفعها البلدان الناطقة باللغة الإنجليزية، وفرض حظر على دبلجة الأفلام، وتطبيق مبدأ إقليموية اللغة الذي من شأنه حماية اللغات الأضعف. 
يرتبط عمل فان باريجز أحيانًا بجماعة سبتمبر ذات التوجه الماركسي التحليلي، رغم أنه هو نفسه ليس ماركسيًا.

## مراتب الشرف
- محاضرة أيلسا ماكي، 2017 [10]

## روابط خارجية
- الشخصية الصفحة الرئيسية
- "The Need for Basic Income" ، interview with Chris Bertram ، Imprints ، vol. 1 ، لا. 3 (مارس 1997)
- لا شروط مرفقة ، مقابلة من مجلة Europe & Me ، يوليو 2012